# Леан, Нара
На́ра Лофе́гу Леа́н (порт.-браз. Nara Lofego Leão; 19 января 1942, Витория — 7 июня 1989, Рио-де-Жанейро) — бразильская эстрадная певица, прославившаяся исполнением песен в жанре босса-новы. Важное место в истории бразильской популярной музыки Леан завоевала не только как «певица боссы», но и как исполнительница «протестной песни» (canção de protesto).

## Биография
Когда Наре был всего один год, она вместе с родителями — Жайру и Алтиной Леан и сестрой Данузой переехала в Рио-де-Жанейро. В подростковом возрасте она училась игре на гитаре у Солона Айалы и Патрисио Тейшейра, а затем у Роберту Менескаля и Карлоса Лиры. В 1950-х годах она начала работать журналистом в газете.
Некоторые критики считают, что именно на музыкальных вечерах в её квартире в Копакабане, где бывали Жуан Жилберту, Сержиу Мендес, Карлос Лира, Луис Эса, Роналду Босколи, и родилась босса-нова. С Роналду Босколи Нару связало не только увлечение музыкой, но и романтические отношения. Причиной разрыва стало увлечение Роналду другой известной певицей — Маизой.
Первым профессиональным шагом на поприще исполнительницы стало участие в 1963 г. в постановке музыкальной пьесы её друзей Винисиуса де Морайса и Карлоса Лиры «Бедная богатая девочка».
Уже в своём первом записанном в 1964 г. диске «Nara» она проявила своё стремление уйти от босса-новы к протестному репертуару, включив в его состав композиции «самбистов с холма» Зе Кети и Картолы. Второй альбом «Opinião de Nara» стал «саундтреком» популярного шоу-спектакля Аугусту Боаля и Джанфранческо Гварниери «Мнение», поставленного в сложное время военной диктатуры и затрагивающего острые социальные вопросы. Нара исполнила все главные песни этого спектакля. По выбору Нары, её дублёром в этом спектакле стала до того момента неизвестная певица из Баии — Мария Бетания, сестра не менее известного музыканта Каэтану Велозу.
Нара Леан приняла участие в движении Тропикалия. Песня «A Banda», исполненная ею вместе с её автором — начинающим композитором Шику Буарке стала для последнего «звёздным часом».
В 1969 году Нара вышла замуж за кинорежиссёра Карлуса Диегиса и, спасаясь от трудных времён в Бразилии, на три года уехала в Европу. В 1971 году в Париже она записала альбом из двух дисков «Dez Anos Depois» («десять лет спустя») — своеобразную ретроспективу песен босса-новы, включивший почти все классические композиции музыкального течения в новой обработке. В этом же году она вернулась в Бразилию. В 1972 году вместе с Шику Буарке и Марией Бетанией снялась в фильме своего мужа «Когда приходит карнавал».
В 1970-х годах Нара предприняла попытку стать профессиональным психологом, некоторое время училась на психологическом факультете университета Рио-де-Жанейро. От брака с Диегисом родились двое детей — Изабел и Франсиску. В 1985—1989 гг. творчески сотрудничала с Роберту Менескалем.
Скончалась 7 июня 1989 года (неоперабельная опухоль головного мозга).
Нара Леан не обладала богатыми вокальными данными, но в лирических песнях смогла развить собственную манеру задушевного пения вполголоса (наподобие американского крунинга). 
Муж её сестры, журналистки Данузы Леан (род. 1933) — известный бразильский журналист Самуэль Вайнер.

## Дискография
- 1964 — Nara
- 1964 — Opinião de Nara
- 1965 — O Canto Livre de Nara
- 1965 — Cinco na Bossa
- 1965 — Show Opinião
- 1966 — Nara Pede Passagem
- 1966 — Manhã de Liberdade
- 1966 — Liberdade, Liberdade
- 1967 — Nara
- 1967 — Vento de Maio
- 1968 — Nara Leão
- 1969 — Coisas do Mundo
- 1971 — Dez Anos Depois
- 1974 — Meu Primeiro Amor
- 1977 — Meus Amigos São Um Barato
- 1978 — Debaixo Dos Caracóis Dos Seus Cabelos
- 1979 — Nara Canta en Castellano
- 1980 — Com Açúcar, Com Afeto
- 1981 — Romance Popular
- 1982 — Nasci Para Bailar
- 1983 — Meu Samba Encabulado
- 1984 — Abraços E Beijinhos e Carinhos Sem Ter Fim… Nara
- 1985 — (в дуэте с Р. Менескалем) Um cantinho, um violão
- 1986 — Garota de Ipanema
- 1987 — Meus Sonhos Dourados
- 1989 — My Foolish Heart